# Милен Пенев (полицай)
Милен Емилов Пенев е български офицер, полицай, комисар от МВР.

## Биография
Роден е на 2 август 1972 г. във Видин. Завършва Висшето военно общовойсково училище „Васил Левски“ със специалност гранични войски през 1995 г. и гражданска специалност „Двигатели с вътрешно горене“. До 5 януари 2015 г. е заместник-директор на Главна дирекция „Гранична полиция“, а след това директор на дирекцията. Освободен е на 28 април 2015 г. и назначен за началник на РДГП-Аерогари, откъдето на 24 март 2018 г. е уволнен заедно с още 13 служители заради непроверени пасажери на летище „София“.